# Herme (Grieks godenbeeld)

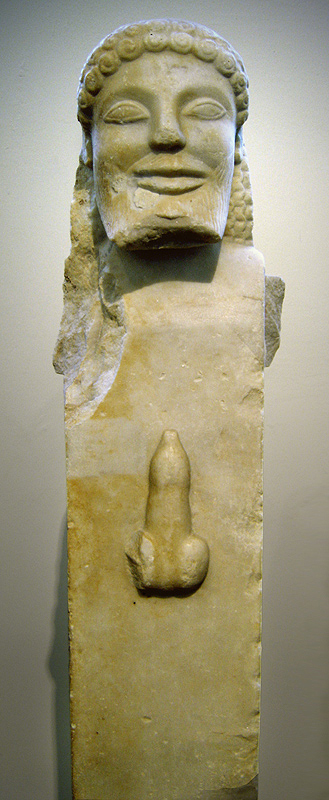
Archaïsche herme, Nationaal Archeologisch Museum van Athene

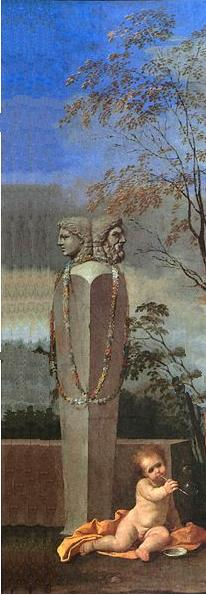
Renaissancistische herme, detail van het schilderij "De Dans van de Tijd van Nicolas Poussin, Wallace Collectie

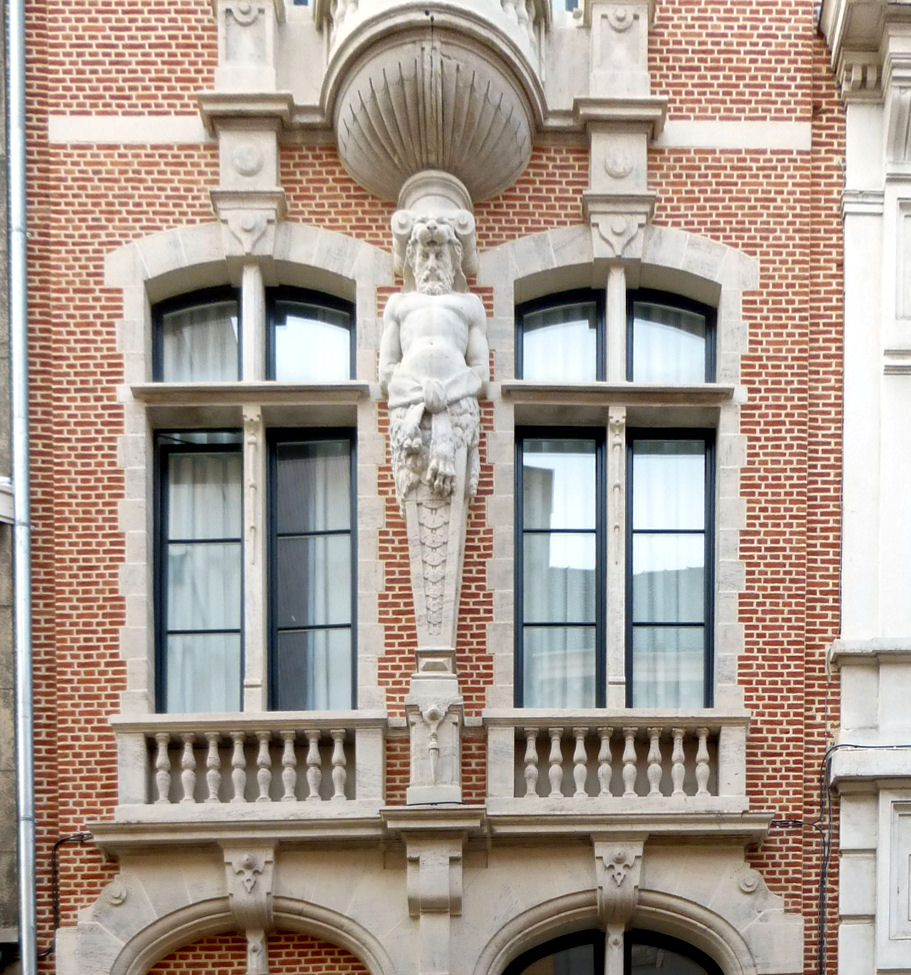
19e-eeuwse herme, Architectenwoning Georges Matthyssens.

Herme (Grieks: ἕρμα, meervoud ἑρμαῖ, Latijn: Herma) of hermaion was in het oude Griekenland oorspronkelijk de naam van een aan de god Hermes gewijde steenhoop die onder meer de wegen markeerde. Hermes was de beschermer van  de reiziger.

## Betekenis
Hermen werden door de oude Grieken oorspronkelijk geplaatst bij grenzen (zoals ter afbakening van weiden), kruispunten van wegen, vóór poorten en huisdeuren, en soms ook bij graven. Ze hadden de bedoeling de god Hermes te eren, als beschermer van wegen en reizigers en in het algemeen als tegenhouder van onheil. Ze speelden mogelijk ook een belangrijke rol in het volkse bijgeloof: het aanraken van de penis zou geluk gebracht hebben.
In Athene stonden ze met tientallen langs de straten. Groot was dan ook de ontsteltenis toen op de vooravond van de noodlottige expeditie naar Sicilië (415 v.Chr.) talrijke hermen door onbekenden werden verminkt, hetgeen als een bijzonder slecht voorteken werd uitgelegd (het zogenaamde Hermenschandaal). Over de ware schuldigen en hun bedoeling tast men nog steeds in het duister, maar tot de verdachten van het daarop volgende Hermokopidenproces behoorde onder meer Alcibiades, tot de veroordeelden Andocides.
Ook in Pompeii zijn Hermen teruggevonden. De christenen die in de vierde eeuw de macht in het Romeinse Rijk overnamen, hebben met name de in hun ogen obscene hermen vernield. De beelden werden kapotgeslagen of begraven.

## Geschiedenis

### Oudheid
De naam was sinds de Archaïsche periode (vanaf ca. 500 v.Chr.) ook van toepassing op de rechthoekige, naar onder toe enigszins taps toelopende zuil waarvan het bovenste deel bestaat uit een buste (al dan niet van Hermes). De oudste hermen zijn ityphallisch; op de voorzijde werd een mannelijk geslachtsdeel in erectie aangebracht. Aan de zijkanten bevinden zich soms uitsteeksels die de armen weergeven. 
De stenen godenbeelden waren deel van de cultus van de goden van Griekenland en Rome. De hermen werden met bloemen omkranst, de beelden werden geheel of gedeeltelijk gezalfd met welriekende olie en het was niet ongebruikelijk om de stenen geslachtsdelen in het voorbijgaan te strelen.
In de renaissance werden de hermen een populair thema in de bouwkunst en de schilderkunst. Hermen waren ook geliefd als ornamenten in de meubelmakerij en op porselein. De geslachtsdelen werden weggelaten en vaak was de gestalte nu vrouwelijk.
Over de oorsprong van hermen bestaat weinig zekerheid: mogelijk komen ze voort uit een animistische steencultus. De oudste vermelding van Hermen in de Griekse literatuur is voor zover bekend bij Herodotus (II, 51). Oorspronkelijk was de afbeelding altijd een beeld van Hermes. De bekendste is de zogenaamde Hermes Propylaeus (van de beeldhouwer Alcamenes) op de Atheense acropolis. Ludwig Curtius stelde dat de hermen voortkwamen uit grafmonumenten waarop Hermes Psychopompos, Grieks voor "Hermes die de zielen begeleid", een god die de menselijke ziel naar de onderwereld bracht, was afgebeeld. Pausanias stelt dat zij herinneren aan de vroege periode van de Griekse religie waarin stenen werden vereerd.
Pausanias voerde de hermenverering terug op een oorspronkelijk Attisch gebruik. De Atheners waren "de eersten die vierkante afbeeldingen van Hermes oprichtten". De Arcadiërs waren "in het bijzonder gehecht aan vierkant geschouderde hermen. Deze beelden niet alleen Hermes maar ook Apollo Aguieus, Poseidon, Athena Ergane, Helios en Herakles af.
Op roodfigurige Attische vazen zijn hermen afgebeeld met daarachter een kerykeoion, de staf met de dubbele slangen. Achter de herme een boom omdat de herme een vruchtbaarheidssymbool is.
Later werden ook andere mythologische figuren zoals Atlas en Telamon afgebeeld. De oorspronkelijke betekenis was toen verbleekt, wat ook blijkt uit het veelvuldig voorkomen van hermen als louter decoratief element in de architectuur.
Vanaf de Hellenistische periode ontwikkelde de herme zich tot portret-herme, die het borstbeeld van een of andere beroemdheid draagt. Een speciale vorm daarvan is de dubbel-herme, die twee gezichten heeft, een aan de voor- en een aan de achterzijde (bijvoorbeeld Socrates en Seneca, of Aristophanes en Menander). Een voorbeeld hiervan vinden we in de dubbelherme van een oude satyr (Silenus) en een jonge satyr in het Rijksmuseum van Oudheden.
Een laat hellenistische herme in het Getty Museum, toegeschreven aan Boethos van Kalchedon werd uitgevoerd in brons met ivoren ogen. De geslachtsorganen van deze herme uit de eerste eeuw voor onze jaartelling zijn in rust afgebeeld.
De Romeinen bekroonden hun hermen vaak met de koppen van Silvanus, de god van de bossen of van de oppergod Jupiter Terminus. In Pompeï is een afbeelding teruggevonden van een inwijding in een mysterie, vermoedelijk dat van Bachus. Op de afbeelding wordt een ityphallische herme onthuld.

### Moderne tijd
De herme is in de 17e eeuw een geliefd ornament in tuinen geworden. In de tuin van het kasteel van Versailles staan tientallen stenen hermen.
Ook in de schilderkunst vinden we hermen en dubbelhermen terug:
- De Dans van de Tijd, Nicolas Poussin (c.1635) met een dubbelherme (jong+oud)
- Op de miniatuur Allegorie voor Abraham Ortelius (1593) van Joris Hoefnagel is een bewerking te zien van een zgn. Hermathena (Hermes+Athene).[8]

## Galerij

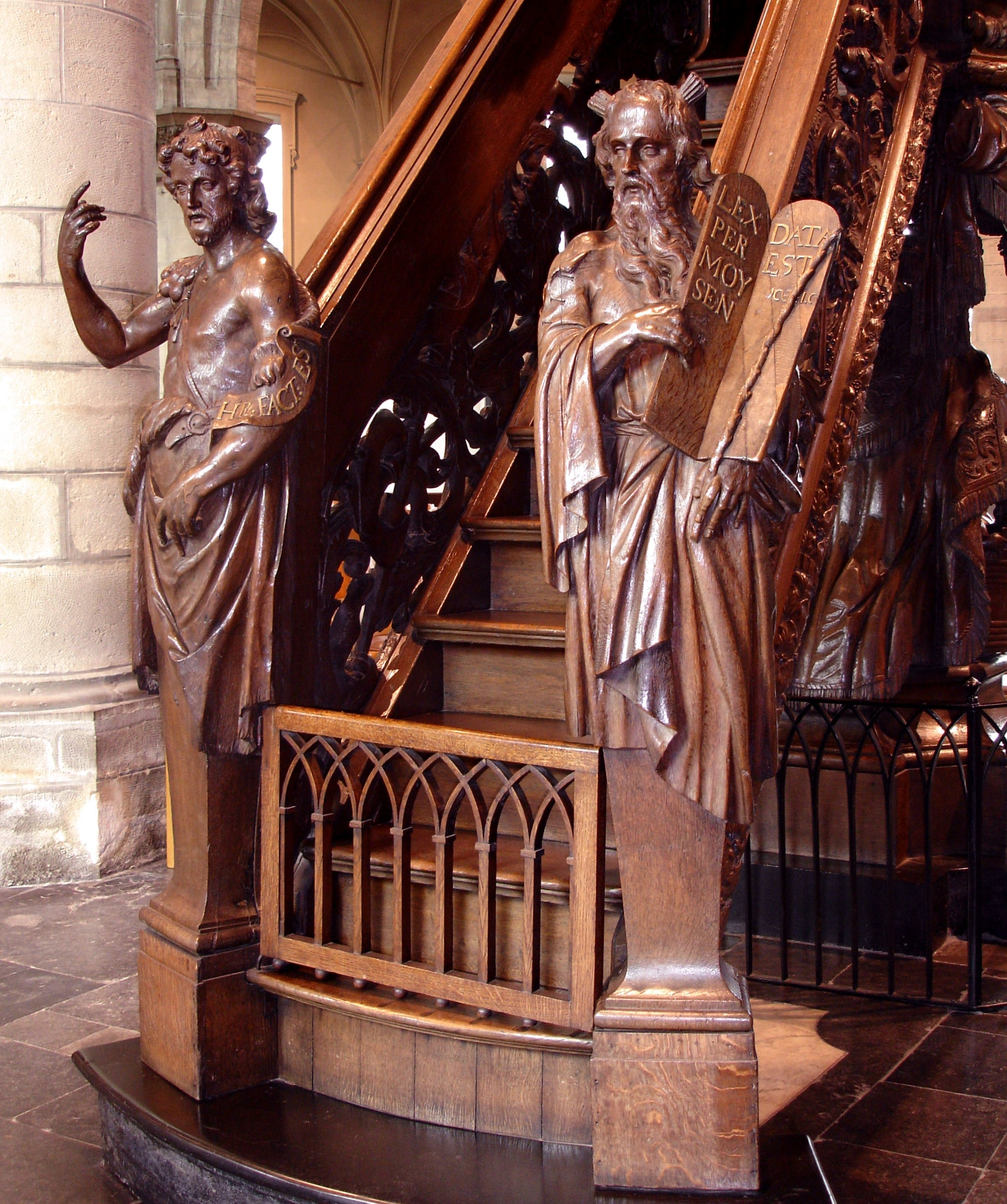
17e-eeuwse preekstoel uit eikenhout te Sint-Niklaas met hermen van Joannes de Doper en Mozes.
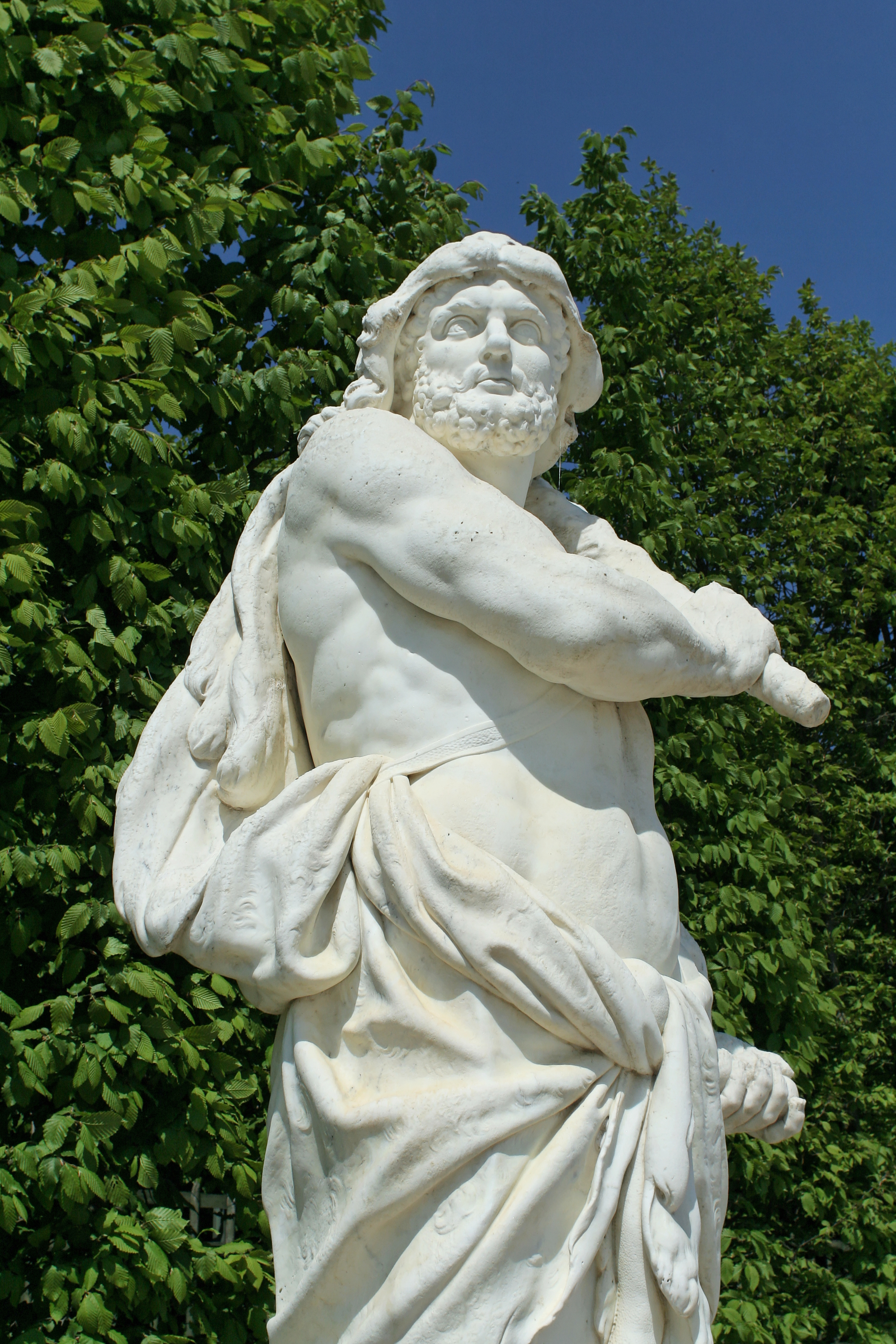
Hercules, door steenhouwer Louis Le Conte, tuin in Versailles.
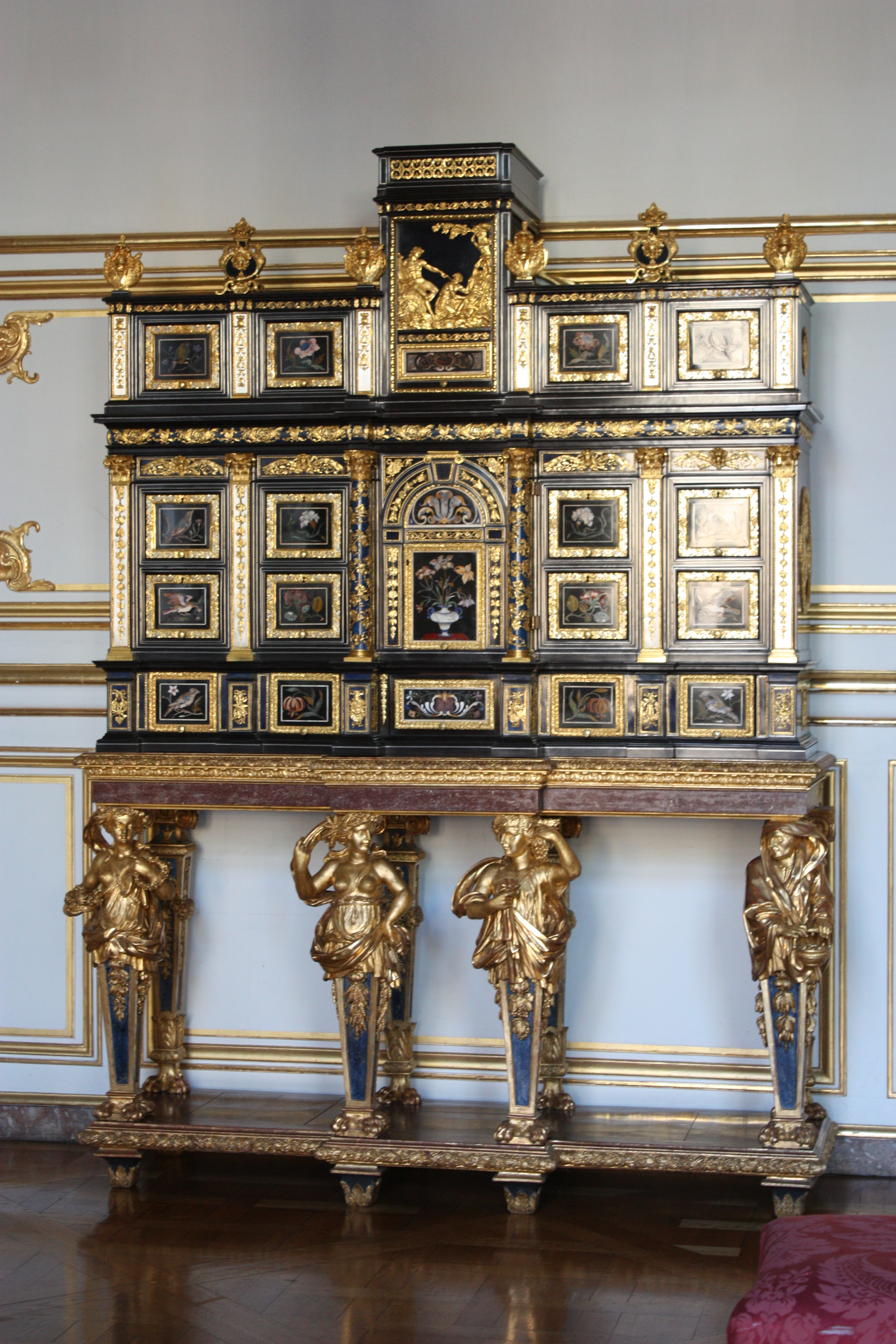
18e-eeuws pronkkabinet, Straatsburg.
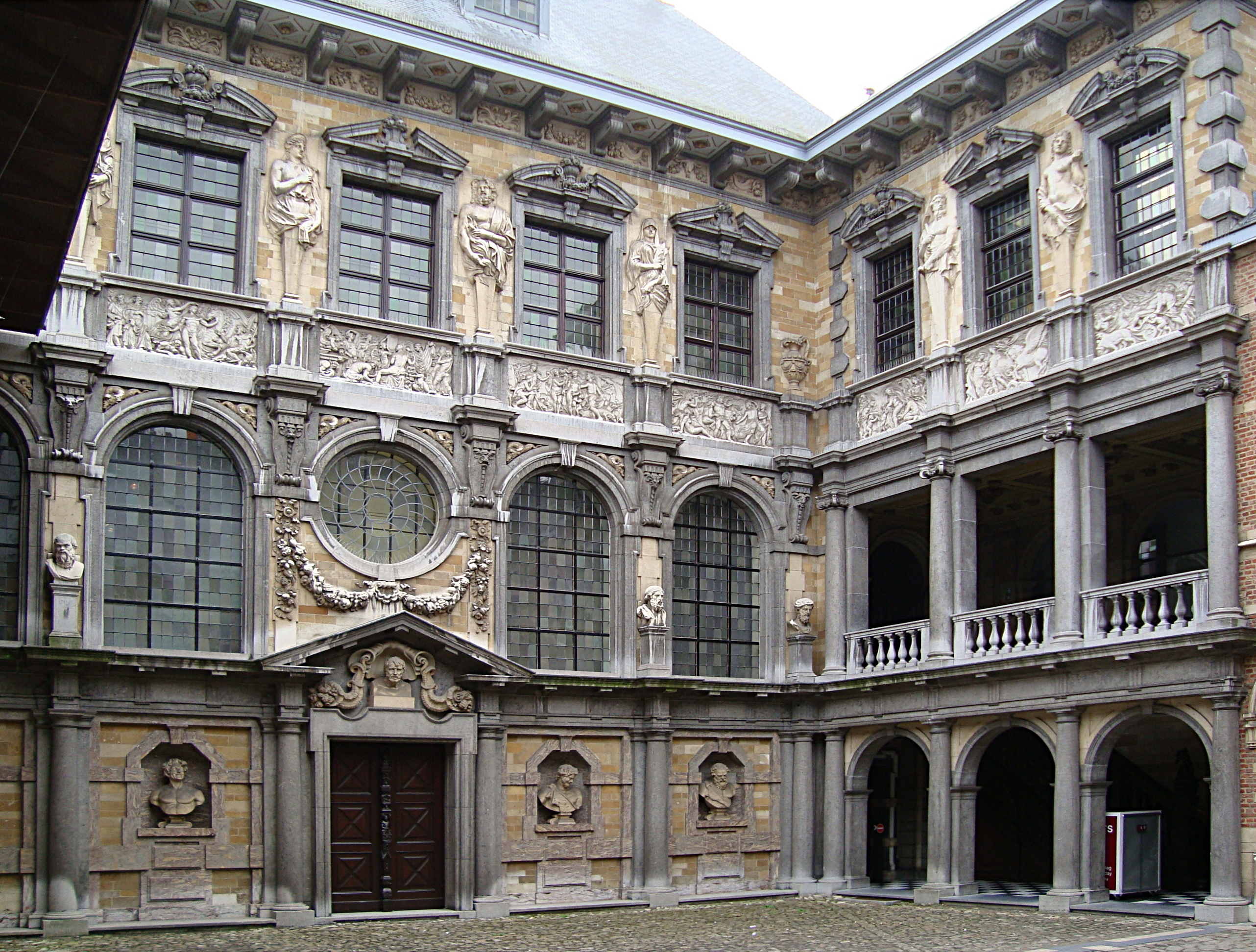
Rubenshuis, Antwerpen
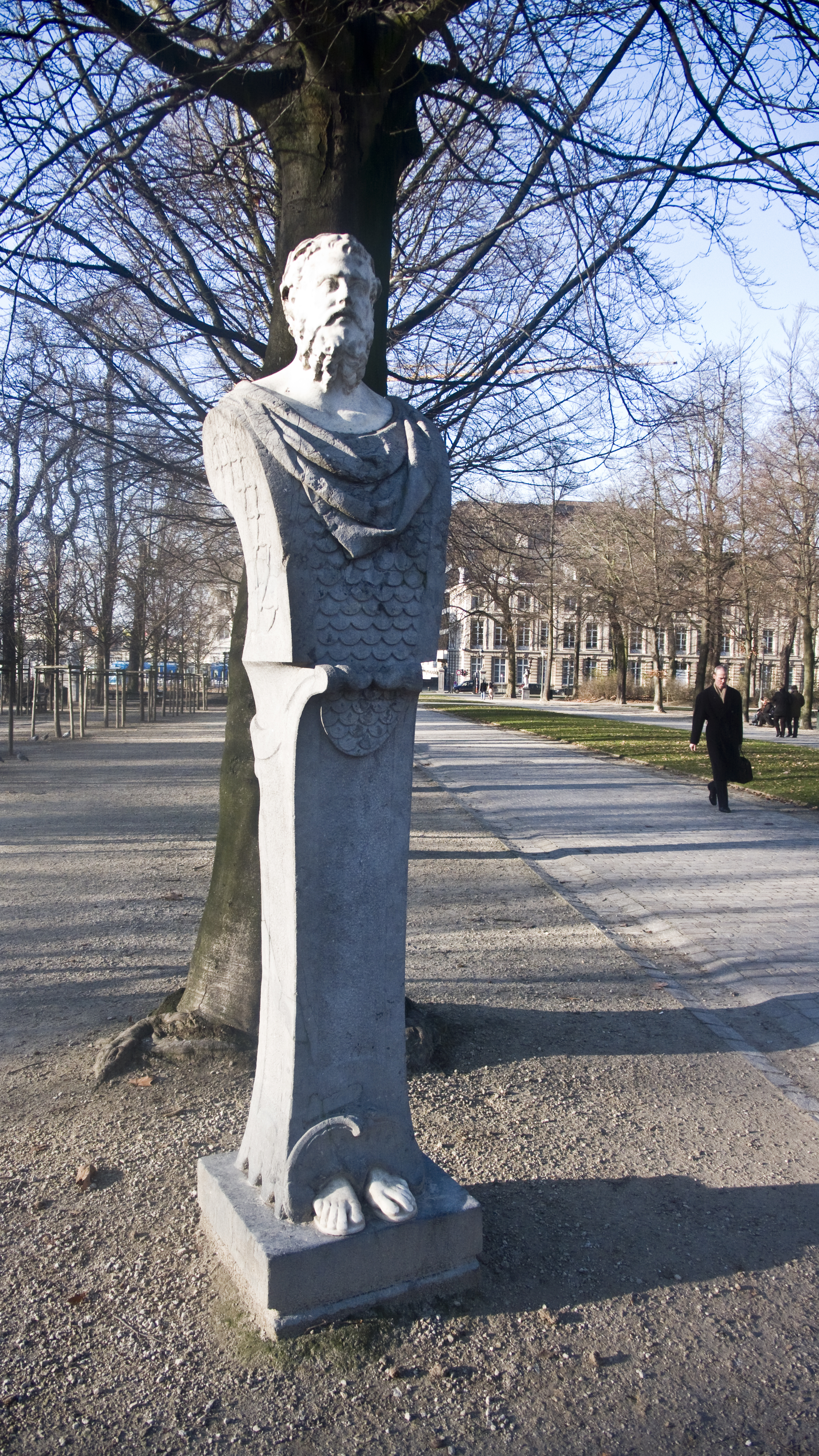
Park te Brussel